# Artikel 41-bis
Artikel 41-bis ist ein Artikel des italienischen Strafvollzugsgesetzes und das härteste Gefängnisregime, das es in Italien gibt. In Bezug auf die angewandten Maßnahmen wird in Italien allgemein auch von carcere duro (deutsch „hartes Gefängnis“) gesprochen.

## Geschichte
Dieses Gefängnisregime wurde durch das Gesetz 663 von 1986 eingeführt. Es war ursprünglich als eine vorübergehende Lösung für Notsituationen (wie zum Beispiel ein Gefangenenaufstand) gedacht. Die Wiederherstellung des gewöhnlichen Inhaftierungssystems und der Rechte der Gefangenen sollte erfolgen, sobald sich die Lage normalisiert hätte. Das Gesetz wurde nach dem Attentat von Capaci vom 23. Mai 1992 geändert, als Richter Giovanni Falcone und seine Eskorte bei einem Sprengstoffanschlag der Mafia getötet wurden. Nach dem Gesetz 356 von 1992 konnte das harte Gefängnissystem auf theoretisch vorübergehende aber de facto unbegrenzte Zeit auf mafiöse Häftlinge angewandt werden, mit dem Ziel, die Weitergabe von Befehlen und die Kommunikation zwischen Kriminellen im Gefängnis und ihren Organisationen zu verhindern.
Bereits 1995 beurteilte das Europäische Komitee zur Verhütung von Folter und unmenschlicher oder erniedrigender Behandlung oder Strafe dieses Gefängnisregime als unmenschlich und erniedrigend.
Der Europäische Gerichtshof für Menschenrechte ist mehrfach angerufen worden, um über die Vereinbarkeit von Artikel 41-bis mit der Europäischen Menschenrechtskonvention zu entscheiden, und hat die Disziplin nicht als prinzipiell konträr zu dieser Konvention betrachtet, sondern einzelne Inhalte und Umsetzungsaspekte zensiert.
Ein US-Richter lehnte 2007 die Auslieferung des Mafiabosses Rosario Gambino ab, weil Artikel 41-bis seiner Meinung nach der Folter ähneln würde.

## Merkmale
Das Gesetz erlaubt es dem Justizminister, das harte Gefängnisregime, bekannt als "Artikel 41-bis", für einige Gefangene (auch wenn sie auf ihren Prozess warten) anzuwenden, die wegen der Zugehörigkeit zur Mafia und ab 2002 auch wegen Terrorismus oder Untergrabung der demokratischen Ordnung inhaftiert sind. Der Zweck des harten Gefängnisregimes besteht darin, Kontakte zwischen Häftlingen und ihren kriminellen Organisationen, die außerhalb des Gefängnisses operieren, Kontakte zwischen Häftlingen, die innerhalb des Gefängnisses derselben kriminellen Organisation angehören, und Kontakte zwischen Mitgliedern verschiedener krimineller Organisationen zu verhindern, um Straftaten zu verhindern und die Sicherheit und öffentliche Ordnung inner- und außerhalb des Gefängnisses zu gewährleisten.
Um diese Ziele zu erreichen, werden die normalen Rechte der Gefangenen wie folgt eingeschränkt:
1. Isolierung des Gefangenen gegenüber den anderen Gefangenen. Der Gefangene befindet sich in einem Einzelzimmer und hat keinen Zugang zu den Gemeinschaftsräumen des Gefängnisses. Zu diesem Zweck wird der Hofgang ausgesetzt oder auf zwei Stunden pro Tag begrenzt und findet ebenfalls in Einzelhaft statt.
2. Der Gefangene steht unter ständiger 24-Stunden-Überwachung durch eine Sonderabteilung der Strafvollzugspolizei, die ihrerseits nicht mit den anderen Strafvollzugspolizisten in Kontakt steht.
3. Aussetzung oder starke Einschränkung von Gesprächen mit Familienmitgliedern. In allen Fällen werden die Gespräche überwacht und aufgezeichnet.
  - Im Falle einer Aussetzung kann ein monatliches Telefongespräch mit Familienmitgliedern für maximal zehn Minuten zugelassen werden.
  - Im Falle einer Beschränkung sind die Gespräche auf maximal eine Stunde pro Monat begrenzt, und Körperkontakt wird durch eine Glastrennwand verhindert.
4. Im Falle von Gesprächen mit dem Strafverteidiger sind die Gespräche in Anzahl und Dauer nicht begrenzt. Vor dem Verfassungsgerichtshof waren auch diese Gespräche sehr eingeschränkt.
5. Alle ausgehende und eingehende Post wird geprüft und unterliegt der vorherigen Genehmigung. Die gleiche Regelung gilt für Summen, Güter und Gegenstände, die in den Übernachtungsräumen aufbewahrt werden können (Stifte, Hefte, Flaschen usw.) und auch für Gegenstände, die von außen aufgenommen werden können.
6. Ausschluss von Häftlingen von "Gefangenen- und Häftlingsvertretungen".

## Verfassungsmäßigkeit
In Artikel 27 der italienischen Verfassung heißt es:
Die strafrechtliche Haftung ist persönlich. Der Angeklagte wird bis zur endgültigen Verurteilung nicht für schuldig befunden. Die Strafen dürfen nicht in einer dem Menschenverstand zuwiderlaufenden Behandlung bestehen und müssen auf die Umerziehung der verurteilten Person abzielen. Die Todesstrafe ist nicht erlaubt.
Das harte Gefängnisregime, das über sehr lange Zeiträume auch für nicht rechtskräftig verurteilte Personen galt, wird von einigen italienischen Juristen als verfassungswidrig angesehen, aber bisher haben die Urteile 349 (1993), 357 (1994), 351 (1996), 376 (1997), 143 (2013) des Verfassungsgerichtshofes seine Legitimität im Großen und Ganzen bestätigt. Die einzigen Aspekte, die als verfassungswidrig erachtet wurden, waren:
1. die nicht individualisierte Anwendung des harten Gefängnisregimes, das sich unterschiedslos gegen Gefangene richtete, die nur aufgrund ihres strafrechtlichen Titels (Mafiosi) ausgewählt wurden;
2. die Einschränkungen beim Gespräch mit dem Strafverteidiger.